# Ravilloles
Ravilloles [ʁavijɔl] est une commune française située dans le département du Jura en région Bourgogne-Franche-Comté.

## Géographie

### Climat
Pour des articles plus généraux, voir Climat de la Bourgogne-Franche-Comté et Climat du département du Jura.
En 2010, le climat de la commune est de type climat de montagne, selon une étude du Centre national de la recherche scientifique s'appuyant sur une série de données couvrant la période 1971-2000. En 2020, Météo-France publie une typologie des climats de la France métropolitaine dans laquelle la commune est exposée à un climat de montagne ou de marges de montagne et est dans la région climatique  Jura, caractérisée par une forte pluviométrie en toutes saisons (1 000 à 1 500 mm/an), des hivers rigoureux et un ensoleillement médiocre. 
Pour la période 1971-2000, la température annuelle moyenne est de 9,2 °C, avec une amplitude thermique annuelle de 16,7 °C. Le cumul annuel moyen de précipitations est de 1 628 mm, avec 12,6 jours de précipitations en janvier et 9,8 jours en juillet. Pour la période 1991-2020, la température moyenne annuelle observée sur la station météorologique de Météo-France la plus proche, « Saint-Claude », sur la commune de Saint-Claude à 6 km à vol d'oiseau, est de 10,3 °C et le cumul annuel moyen de précipitations est de 1 869,2 mm. 
La température maximale relevée sur cette station est de 41 °C, atteinte le 24 juillet 2019 ; la température minimale est de −23,7 °C, atteinte le 12 janvier 1987,,. 
Les paramètres climatiques de la commune ont été estimés pour le milieu du siècle (2041-2070) selon différents scénarios d'émission de gaz à effet de serre à partir des nouvelles projections climatiques de référence DRIAS-2020. Ils sont consultables sur un site dédié publié par Météo-France en novembre 2022.

## Urbanisme

### Typologie
Au 1er janvier 2024, Ravilloles est catégorisée commune rurale à habitat dispersé, selon la nouvelle grille communale de densité à sept niveaux définie par l'Insee en 2022.
Elle est située hors unité urbaine. Par ailleurs la commune fait partie de l'aire d'attraction de Saint-Claude, dont elle est une commune de la couronne,. Cette aire, qui regroupe 18 communes, est catégorisée dans les aires de moins de 50 000 habitants,.

### Occupation des sols
L'occupation des sols de la commune, telle qu'elle ressort de la base de données européenne d’occupation biophysique des sols Corine Land Cover (CLC), est marquée par l'importance des forêts et milieux semi-naturels (74,6 % en 2018), une proportion identique à celle de 1990 (74,6 %). La répartition détaillée en 2018 est la suivante : 
forêts (74,6 %), prairies (10 %), zones agricoles hétérogènes (10 %), zones urbanisées (4,5 %), zones humides intérieures (0,9 %). L'évolution de l’occupation des sols de la commune et de ses infrastructures peut être observée sur les différentes représentations cartographiques du territoire : la carte de Cassini (XVIIIe siècle), la carte d'état-major (1820-1866) et les cartes ou photos aériennes de l'IGN pour la période actuelle (1950 à aujourd'hui).

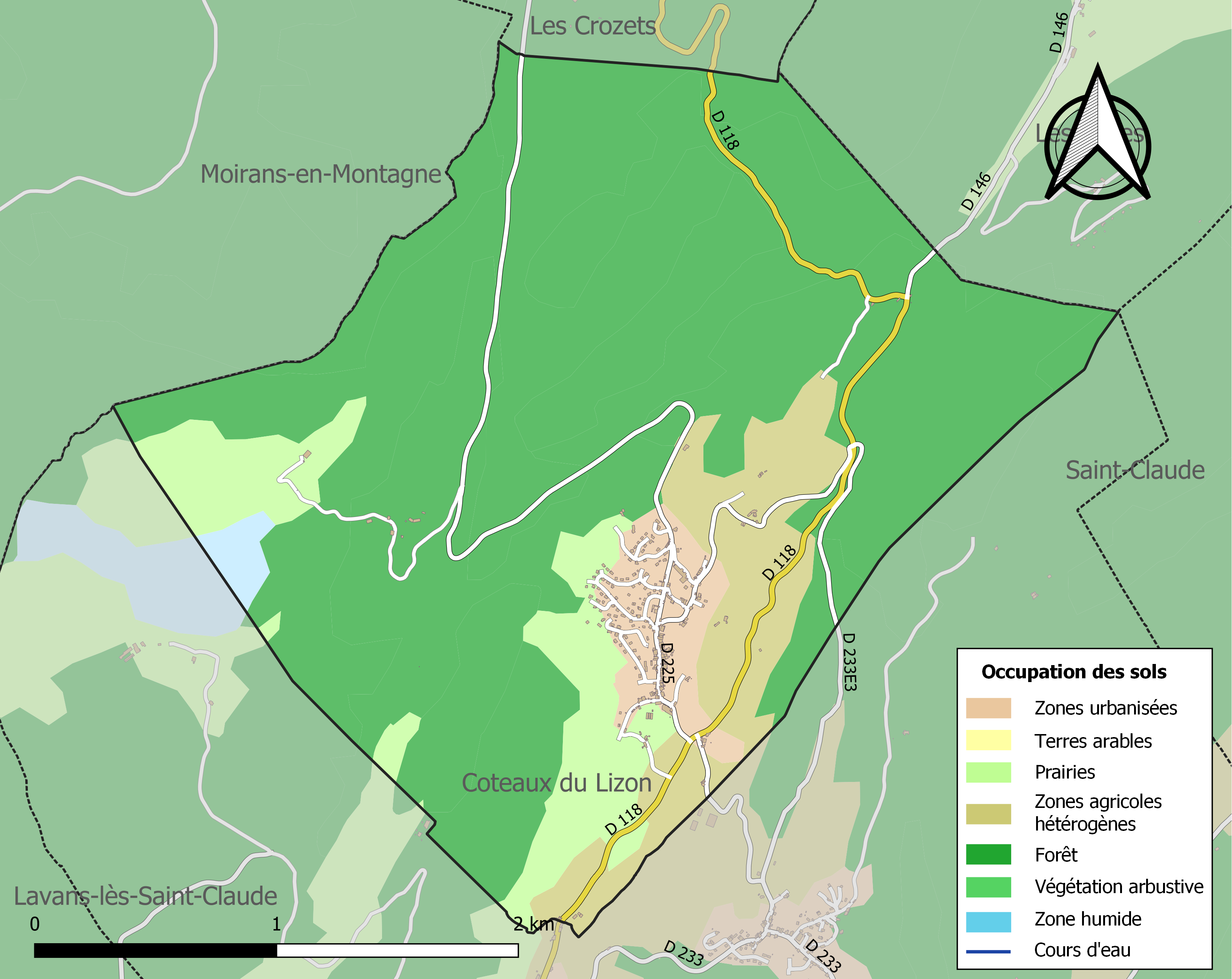
Carte des infrastructures et de l'occupation des sols de la commune en 2018 (CLC).

## Histoire
Ravilloles est un village à 14 km de Saint-Claude, construit à flanc de coteau entre 590 et 980 m d'altitude. C'est le berceau de la tournerie, activité des moines bénédictins de la terre de Saint-Claude. L'existence d'anciens moulins le long de la rivière Le Lizon, transformés en usines à partir de 1830 a permis l'industrialisation de la tournerie.

## Héraldique
|  | Les armes de la commune se blasonnent ainsi : Taillé : au premier d'or au sapin arraché de sinople, au second de sinople au bourdon d'or rayé de sable, ailé d'argent. |

## Politique et administration

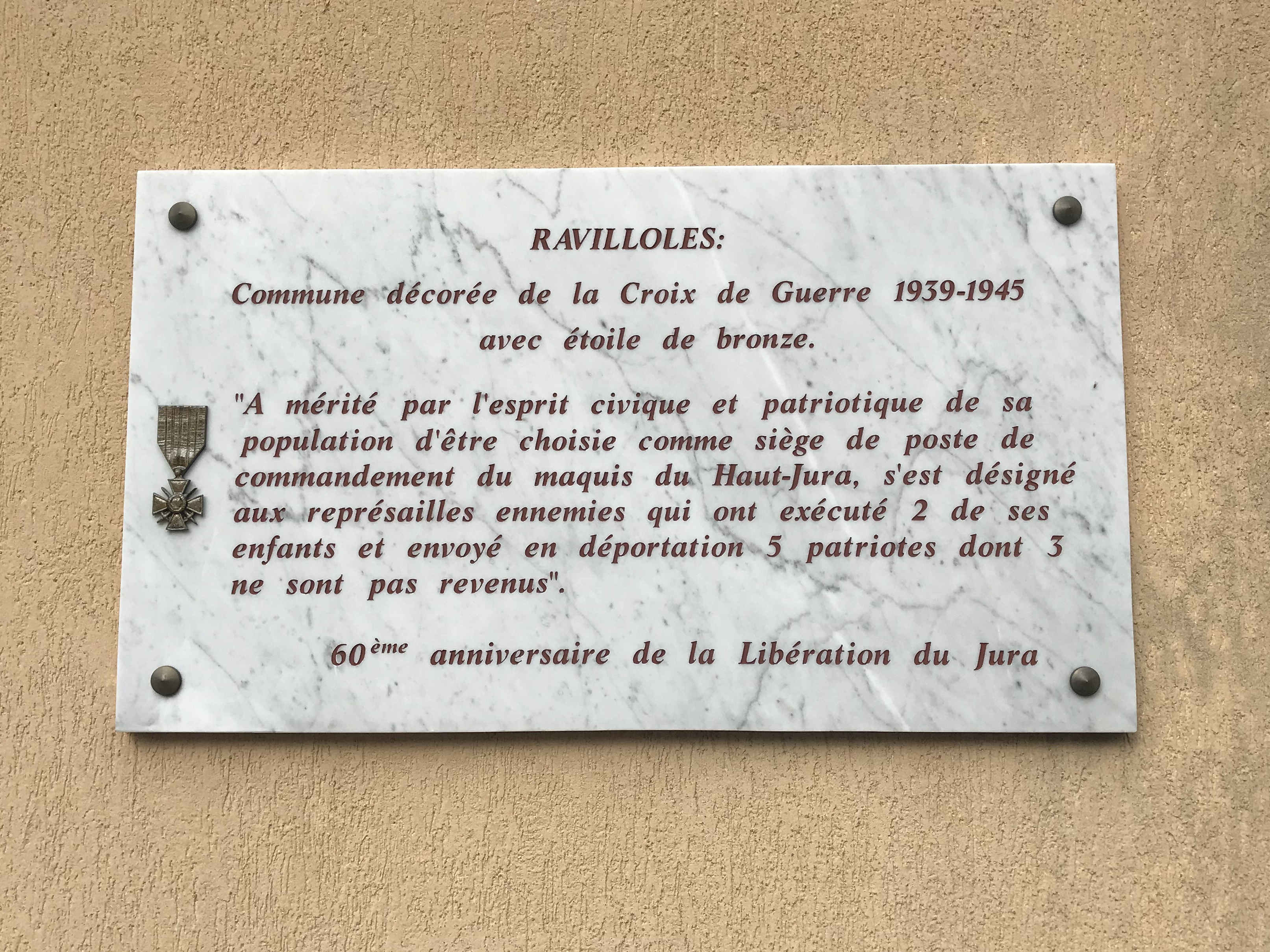
Croix de Guerre 39-45 avec étoile de bronze, plaque apposée sur la mairie.

| Période                                  | Période       | Identité             | Étiquette | Qualité                                     |
| ---------------------------------------- | ------------- | -------------------- | --------- | ------------------------------------------- |
| Les données manquantes sont à compléter. |               |                      |           |                                             |
| vers 1864                                |               | P. Perret            |           |                                             |
| 17 mai 1925                              | 1941          | Luc Delatour         |           | Suspendu par le gouvernement de Vichy.      |
| 1944 (libération)                        | novembre 1947 | Luc Delatour         |           | Rétabli dans ses fonctions à la libération. |
| 1977                                     | juin 1995     | Robert Lançon        | PCF       | Employé                                     |
| juin 1995                                | mars 2008     | Raymond Bruneau      | PCF       |                                             |
| mars 2008                                | 2020          | Bruno Dutel          | DVD       | Agent technique                             |
| 2020                                     | En cours      | Roger Morel-Fourrier |           |                                             |

## Nom des habitants
Les habitants de Ravilloles sont appelés Ravillolais et leur surnom est « les bourdons ».

## Population et société

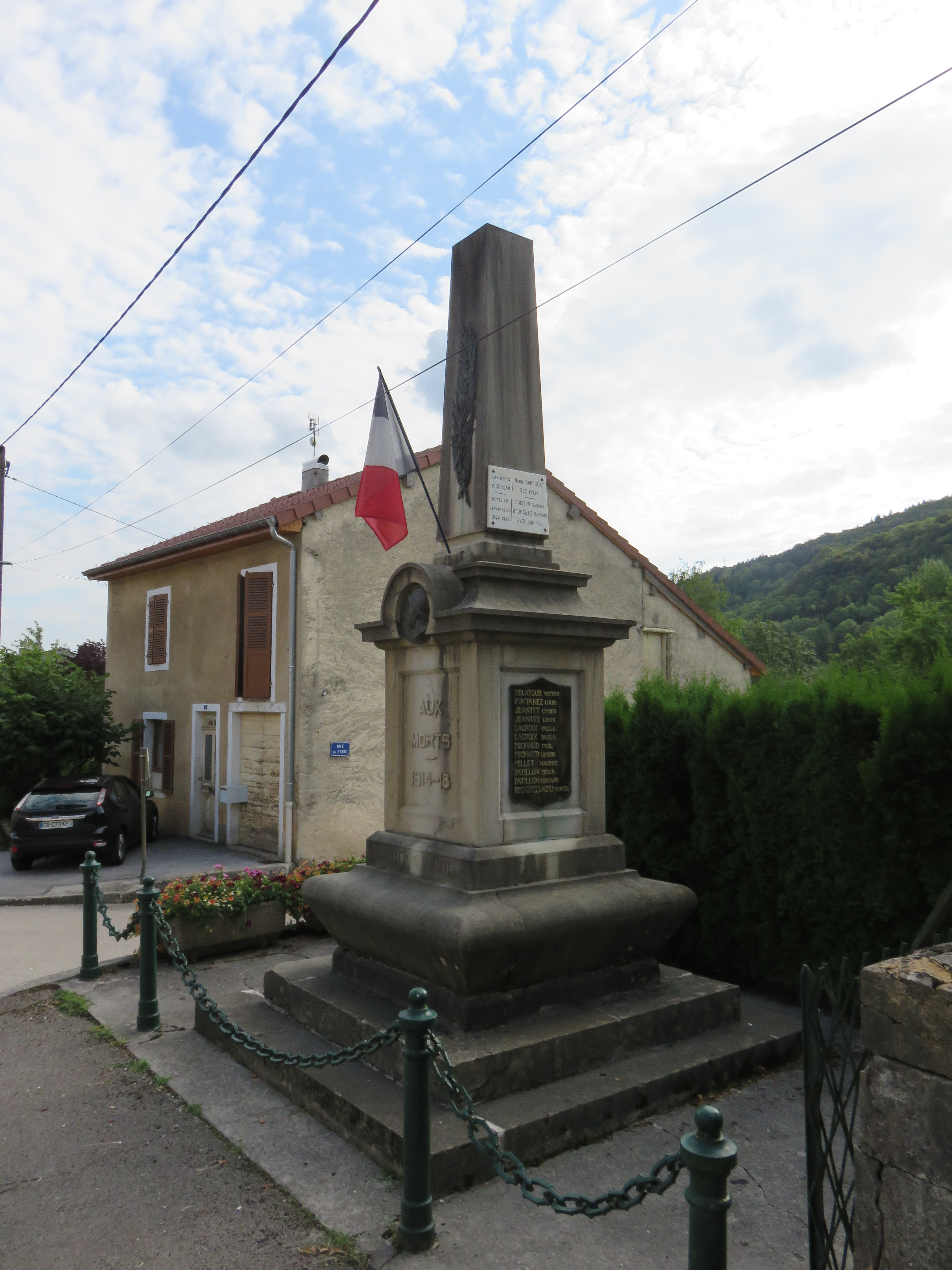
Le monument aux morts.

### Démographie
L'évolution du nombre d'habitants est connue à travers les recensements de la population effectués dans la commune depuis 1793. Pour les communes de moins de 10 000 habitants, une enquête de recensement portant sur toute la population est réalisée tous les cinq ans, les populations de référence des années intermédiaires étant quant à elles estimées par interpolation ou extrapolation. Pour la commune, le premier recensement exhaustif entrant dans le cadre du nouveau dispositif a été réalisé en 2004.

En 2022, la commune comptait 444 habitants, en évolution de −9,02 % par rapport à 2016 (Jura : −0,81 %, France hors Mayotte : +2,11 %).
| 1793 | 1800 | 1806 | 1821 | 1831 | 1836 | 1841 | 1846 | 1851 |
| ---- | ---- | ---- | ---- | ---- | ---- | ---- | ---- | ---- |
| 426  | 391  | 427  | 418  | 436  | 394  | 409  | 398  | 386  |

| 1856 | 1861 | 1866 | 1872 | 1876 | 1881 | 1886 | 1891 | 1896 |
| ---- | ---- | ---- | ---- | ---- | ---- | ---- | ---- | ---- |
| 360  | 362  | 344  | 337  | 348  | 348  | 332  | 335  | 341  |

| 1901 | 1906 | 1911 | 1921 | 1926 | 1931 | 1936 | 1946 | 1954 |
| ---- | ---- | ---- | ---- | ---- | ---- | ---- | ---- | ---- |
| 336  | 370  | 365  | 339  | 344  | 339  | 322  | 299  | 295  |

| 1962 | 1968 | 1975 | 1982 | 1990 | 1999 | 2004 | 2006 | 2009 |
| ---- | ---- | ---- | ---- | ---- | ---- | ---- | ---- | ---- |
| 304  | 294  | 330  | 332  | 382  | 404  | 464  | 460  | 507  |

| 2014 | 2019 | 2022 | - | - | - | - | - | - |
| ---- | ---- | ---- | - | - | - | - | - | - |
| 493  | 453  | 444  | - | - | - | - | - | - |

## Culture et patrimoine

### Lieux et monuments
- Barrage de Ravilloles au lac de Ravilloles
- Atelier des savoir-faire soutenu par l'association Engrenages
- Vieux moulin de la Rochette
- Chapelle de Ravilloles[21]

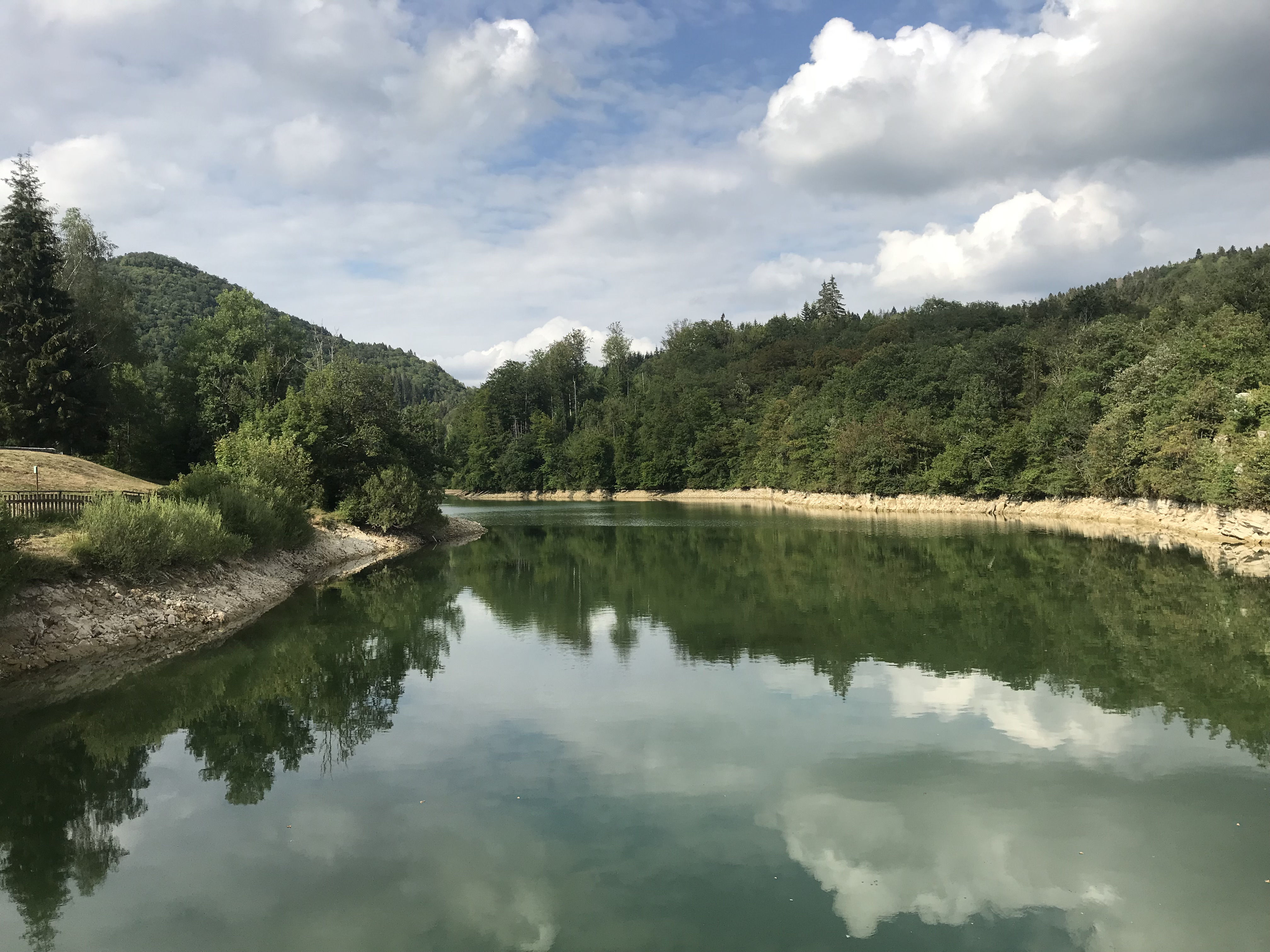
Lac de Ravilloles.
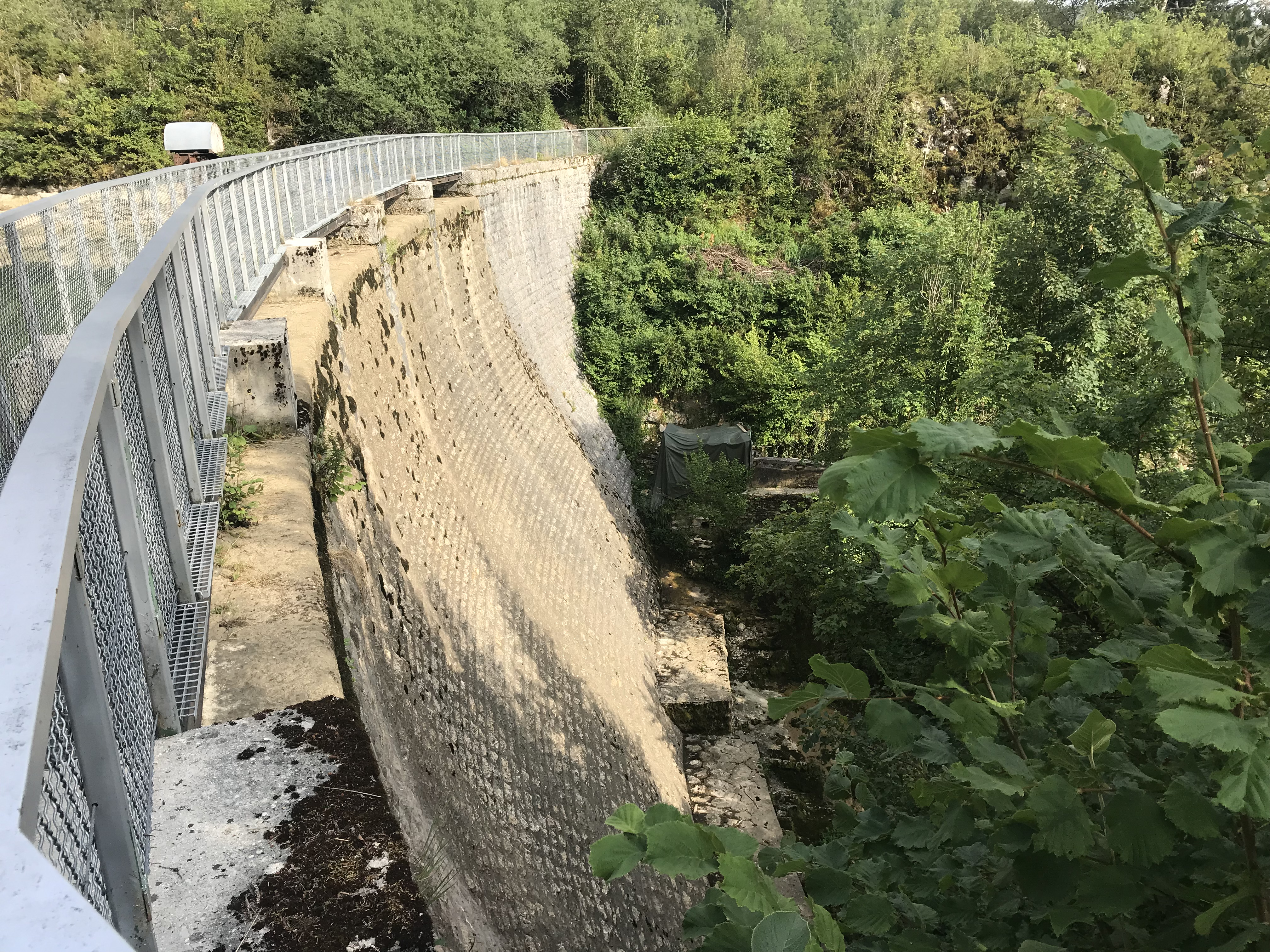
Barrage de Ravilloles.
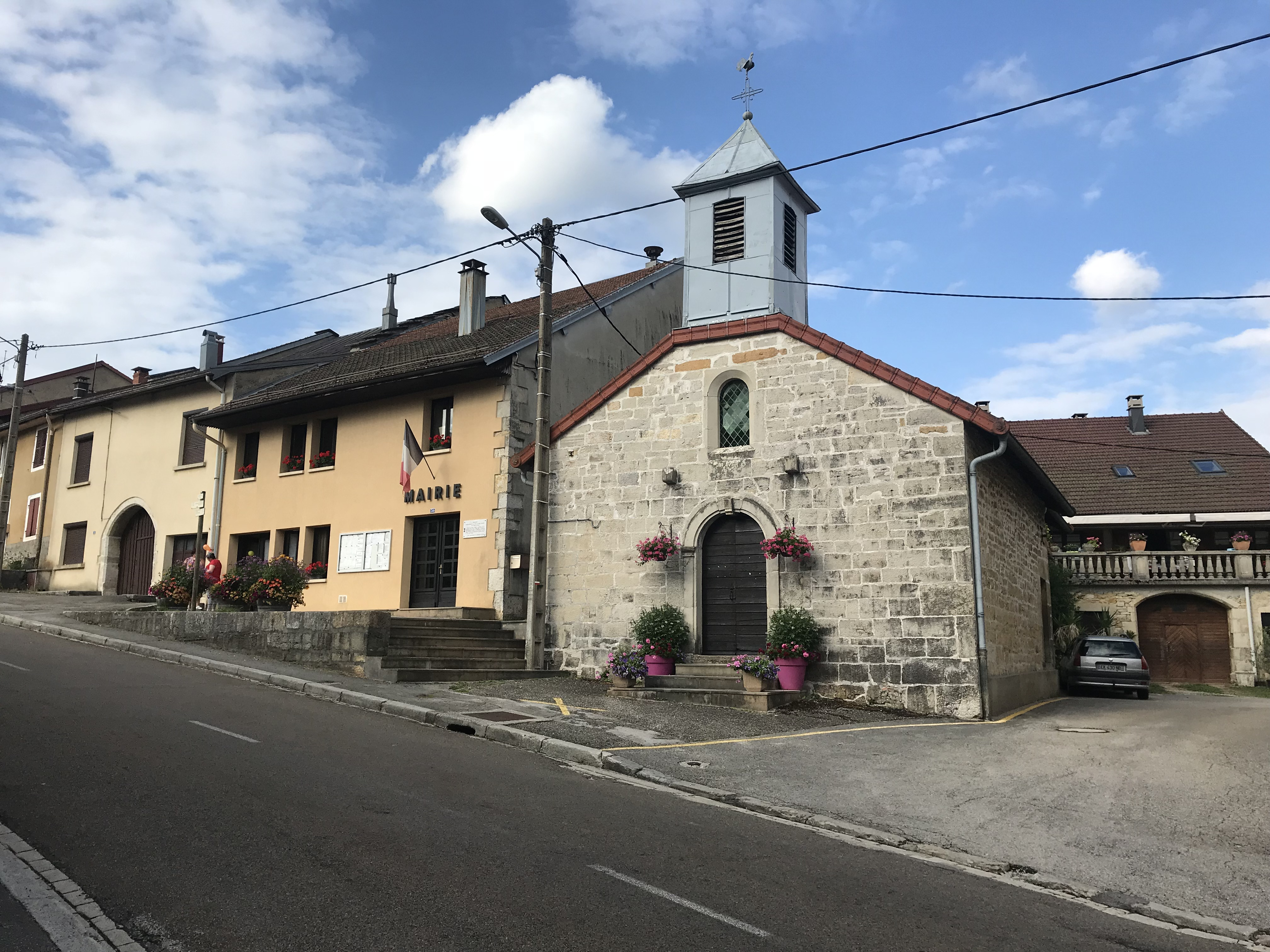
Vue de la chapelle, à droite de la mairie.

### Personnalités liées à la commune
Sante Ferrini est décédé à Ravilloles le 14 mai 1939, dans la demeure de son épouse Marcelle Mercier.

### Facebook  - La Vie á Ravilloles
Il existe désormais une page Facebook qui héberge des images photographiques historiques et actuelles de Ravilloles, de sa communauté et des environs.